# Châteauneuf-de-Vernoux
Pour les articles homonymes, voir Châteauneuf.
Châteauneuf-de-Vernoux est une commune française, située dans le département de l'Ardèche en région Auvergne-Rhône-Alpes.

## Géographie

### Communes limitrophes
Châteauneuf-de-Vernoux est limitrophe de trois communes, toutes situées dans le département de l'Ardèche et réparties géographiquement de la manière suivante :

### Climat
En 2010, le climat de la commune est de type climat des marges montargnardes, selon une étude du CNRS s'appuyant sur une série de données couvrant la période 1971-2000. En 2020, Météo-France publie une typologie des climats de la France métropolitaine dans laquelle la commune est dans une zone de transition entre le climat de montagne et le climat méditerranéen et est dans la région climatique Moyenne vallée du Rhône, caractérisée par un bon ensoleillement en été (fraction d’insolation > 60 %), une forte amplitude thermique annuelle (4 à 20 °C), un air sec en toutes saisons, orageux en été, des vents forts (mistral), une pluviométrie élevée en automne (250 à 300 mm).
Pour la période 1971-2000, la température annuelle moyenne est de 10,3 °C, avec une amplitude thermique annuelle de 16,9 °C. Le cumul annuel moyen de précipitations est de 993 mm, avec 7,4 jours de précipitations en janvier et 5,5 jours en juillet. Pour la période 1991-2020, la température moyenne annuelle observée sur la station météorologique de Météo-France la plus proche, « Vernoux », sur la commune de Vernoux-en-Vivarais à 3 km à vol d'oiseau, est de 11,2 °C et le cumul annuel moyen de précipitations est de 1 203,6 mm,. Pour l'avenir, les paramètres climatiques de la commune estimés pour 2050 selon différents scénarios d'émission de gaz à effet de serre sont consultables sur un site dédié publié par Météo-France en novembre 2022.

### Voies de communication
Positionné à l'écart des grandes axes de communication, le territoire communal n'est traversé que par la RD 105 qui relie la commune à celle de Vernoux-en-Vivarais.

## Urbanisme

### Typologie
Au 1er janvier 2024, Châteauneuf-de-Vernoux est catégorisée commune rurale à habitat dispersé, selon la nouvelle grille communale de densité à 7 niveaux définie par l'Insee en 2022.
Elle est située hors unité urbaine et hors attraction des villes,.

### Occupation des sols
L'occupation des sols de la commune, telle qu'elle ressort de la base de données européenne d’occupation biophysique des sols Corine Land Cover (CLC), est marquée par l'importance des forêts et milieux semi-naturels (53,7 % en 2018), une proportion sensiblement équivalente à celle de 1990 (53,8 %). La répartition détaillée en 2018 est la suivante : 
forêts (53,7 %), zones agricoles hétérogènes (41,6 %), zones urbanisées (4,7 %).
L'évolution de l’occupation des sols de la commune et de ses infrastructures peut être observée sur les différentes représentations cartographiques du territoire : la carte de Cassini (XVIIIe siècle), la carte d'état-major (1820-1866) et les cartes ou photos aériennes de l'IGN pour la période actuelle (1950 à aujourd'hui).

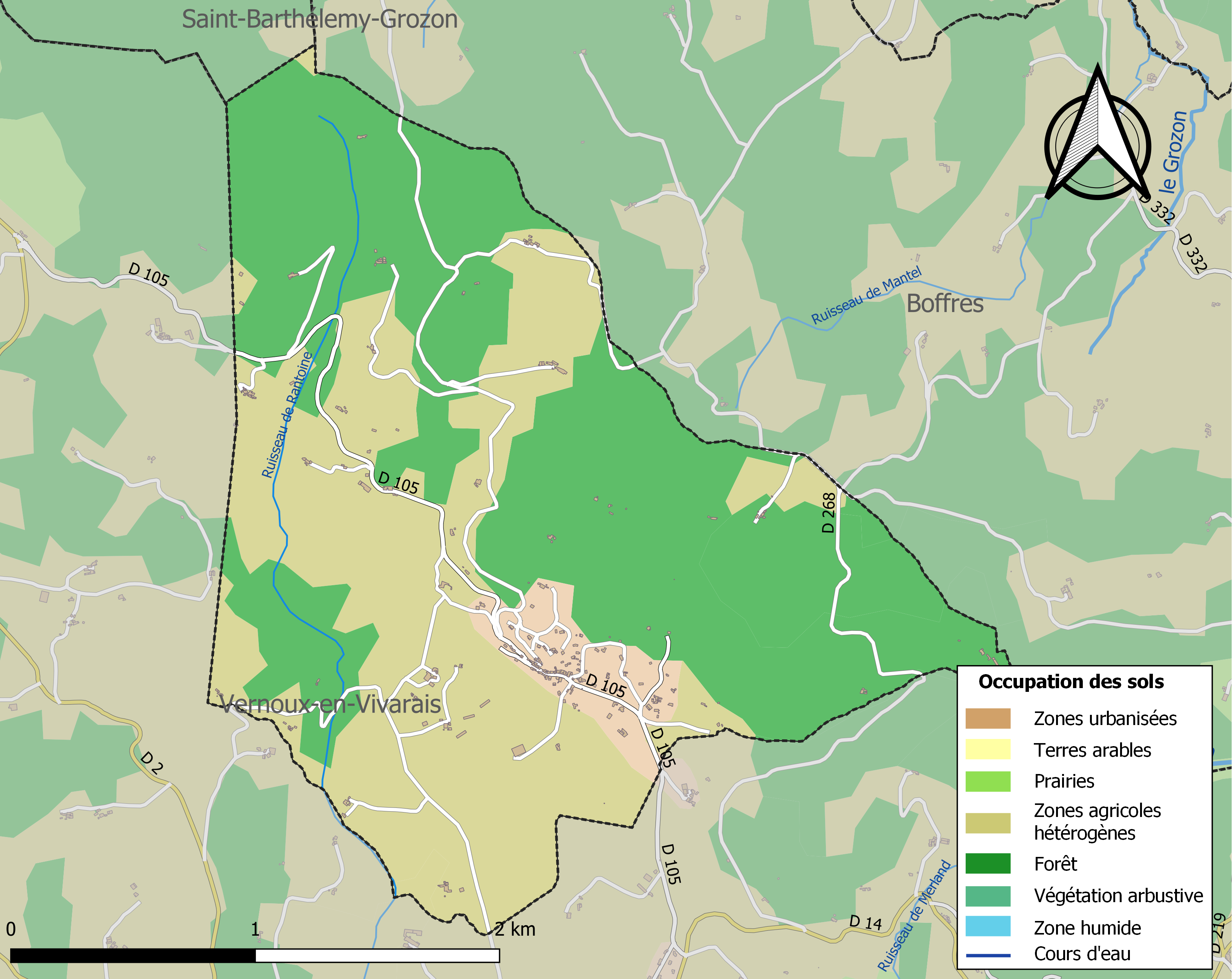
Carte des infrastructures et de l'occupation des sols de la commune en 2018 (CLC).

### Risques naturels

#### Risques sismiques
La totalité du territoire de la commune de Châteauneuf-de-Vernoux est situé en zone de sismicité no 3 (sur une échelle de 1 à 5), comme la plupart des communes situées dans la vallée du Rhône et la Basse Ardèche, mais en limite orientale de la zone no 2 qui correspond au plateau ardéchois.
| Type de zone | Niveau            | Définitions (bâtiment à risque normal) |
| ------------ | ----------------- | -------------------------------------- |
| Zone 3       | Sismicité modérée | accélération = 1,1 m/s2                |

## Politique et administration

### Liste des maires
| Période                                  | Période                   | Identité           | Étiquette | Qualité            |
| ---------------------------------------- | ------------------------- | ------------------ | --------- | ------------------ |
| Les données manquantes sont à compléter. |                           |                    |           |                    |
| avant 1981                               | ?                         | Jean Samica        |           |                    |
| mars 2001                                | mars 2008                 | Daniel Barral      | DVG       | Conseiller général |
| mars 2008                                | En cours (au 6 août 2020) | Christian Alibert, | DVG       | Employé            |

## Population et société

### Démographie

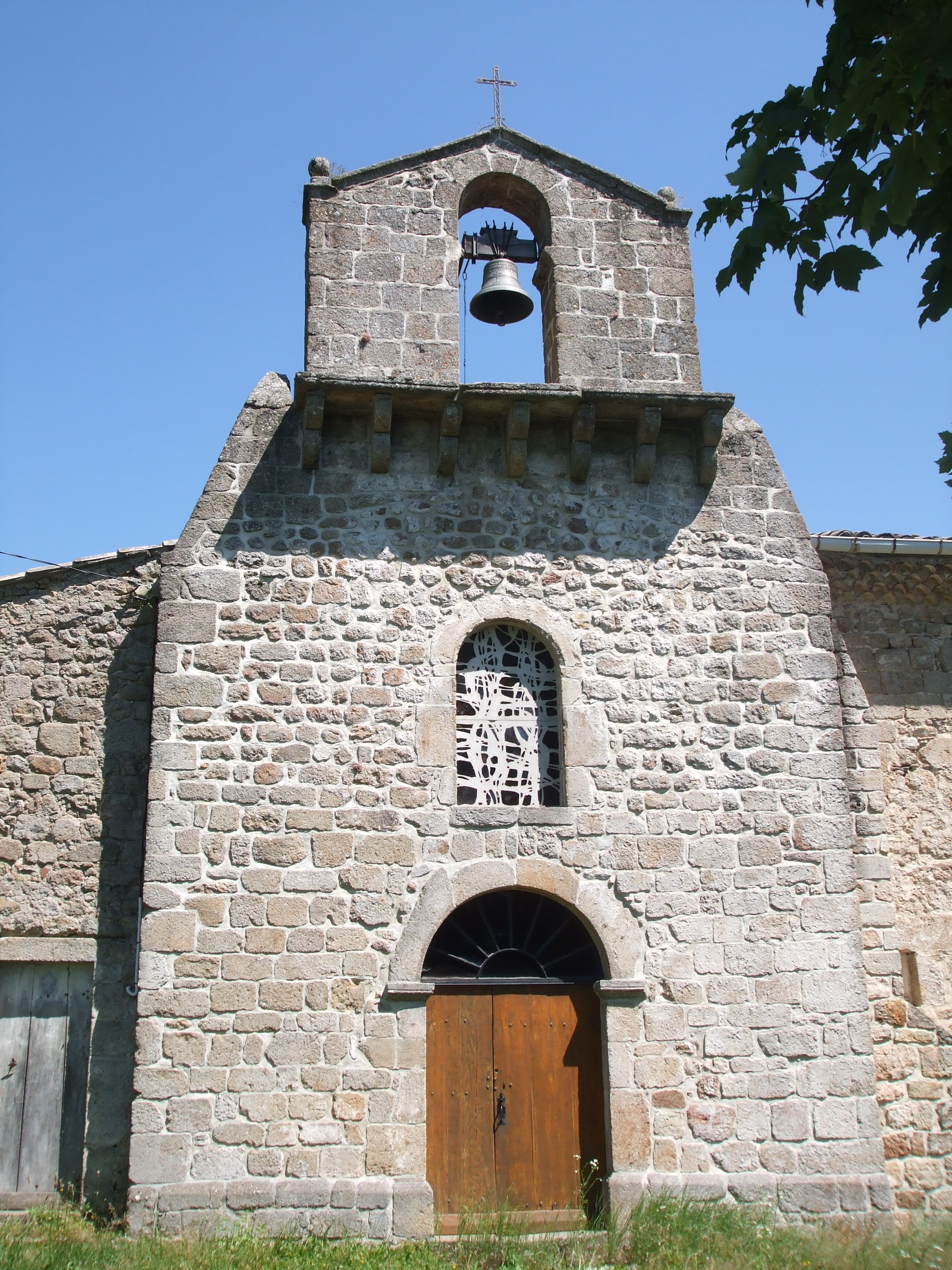
Église Saint-Félix.

L'évolution du nombre d'habitants est connue à travers les recensements de la population effectués dans la commune depuis 1793. Pour les communes de moins de 10 000 habitants, une enquête de recensement portant sur toute la population est réalisée tous les cinq ans, les populations de référence des années intermédiaires étant quant à elles estimées par interpolation ou extrapolation. Pour la commune, le premier recensement exhaustif entrant dans le cadre du nouveau dispositif a été réalisé en 2008.

En 2022, la commune comptait 278 habitants, en évolution de +13,93 % par rapport à 2016 (Ardèche : +2,48 %, France hors Mayotte : +2,11 %).
| 1793 | 1800 | 1806 | 1821 | 1831 | 1836 | 1841 | 1846 | 1851 |
| ---- | ---- | ---- | ---- | ---- | ---- | ---- | ---- | ---- |
| 437  | 408  | 475  | 525  | 495  | 531  | 541  | 543  | 501  |

| 1856 | 1861 | 1866 | 1872 | 1876 | 1881 | 1886 | 1891 | 1896 |
| ---- | ---- | ---- | ---- | ---- | ---- | ---- | ---- | ---- |
| 510  | 533  | 544  | 505  | 511  | 483  | 507  | 462  | 448  |

| 1901 | 1906 | 1911 | 1921 | 1926 | 1931 | 1936 | 1946 | 1954 |
| ---- | ---- | ---- | ---- | ---- | ---- | ---- | ---- | ---- |
| 415  | 424  | 402  | 363  | 325  | 370  | 300  | 290  | 255  |

| 1962 | 1968 | 1975 | 1982 | 1990 | 1999 | 2006 | 2008 | 2013 |
| ---- | ---- | ---- | ---- | ---- | ---- | ---- | ---- | ---- |
| 245  | 227  | 170  | 188  | 198  | 188  | 193  | 194  | 229  |

| 2018 | 2022 | - | - | - | - | - | - | - |
| ---- | ---- | - | - | - | - | - | - | - |
| 253  | 278  | - | - | - | - | - | - | - |

### Enseignement
La commune est rattachée à l'académie de Grenoble.

### Médias
La commune est située dans la zone de distribution de deux organes de la presse écrite :
- L'Hebdo de l'Ardèche, journal hebdomadaire français basé à Valence et couvrant l'actualité de tout le département de l'Ardèche ;
- Le Dauphiné libéré, journal quotidien de la presse écrite française régionale distribué dans la plupart des départements de l'ancienne région Rhône-Alpes, notamment l'Ardèche. La commune est située dans la zone d'édition de Tournon.

### Cultes
La communauté catholique et l'église paroissiale  (propriété de la commune) dépendent de la paroisse Saint Basile entre Doux et Dunière qui comprend plusieurs autres communes. Cette paroisse est elle-même rattachée au diocèse de Viviers.

## Culture et patrimoine

### Lieux et monuments
- Temple protestant situé au centre du village. Construit entre 1856 et 1861. Il est désaffecté depuis 2007.
- Vestiges de la tour du château-fort qui dominait l'ancien bourg.
- Église Saint-Félix de Châteauneuf-de-Vernoux.

### Héraldique
|  | Châteauneuf-de-Vernoux possède des armoiries dont l'origine et le blasonnement exact ne sont pas disponibles. |